# Brennisteinsalda
De Brennisteinsalda (IJslands: Heuvel van zwavel) is een vulkaan in het zuiden van IJsland met een hoogte van 855 meter. De Brennisteinsalda ligt in Landmannalaugar niet ver van de Hekla naast een andere vulkaan, de Bláhnjúkur. De naam Brennisteinsalda komt van de gele zwavelvlekken die zijn bergflanken hebben gekleurd, al zijn er ook nog andere kleuren: groen van het mos, blauw en zwart van de lava en as, en rood van het ijzerhoudend gesteente in de grond. Het zou weleens de kleurrijkste berg van heel IJsland kunnen zijn waardoor zijn afbeelding regelmatig te vinden is in IJslandse boeken en kalenders. De vulkaan is nog steeds actief wat overigens duidelijk zichtbaar is door de hete zwavelbronnen op de flanken. Het wandelpad Laugavegur loopt langs de berg. 